# Black Mountain Tower
Der Black Mountain Tower (ehemals: Telstra Tower) ist ein Fernsehturm in der australischen Hauptstadt Canberra und eines der bekanntesten Wahrzeichen der Stadt. Der auf dem Black Mountain gelegene 195 Meter hohe Turm war nach der Telekommunikationsgesellschaft Telstra benannt und wurde 1980 fertiggestellt. Er beherbergt neben verschiedenen Fernmeldeeinrichtungen auch einen Besucherbereich; dieser umfasst eine Aussichtsplattform, ein Drehrestaurant, ein Café, ein Museum für Fernmeldetechnik sowie einen Souvenirladen. Der Turm steht auf einem dreigeschossigen Podium.

## Daten
- Fundament
  - Äußerer Durchmesser: 20,9 m
  - Innerer Durchmesser: 7,2 m
  - Tiefe: 3,28 m
  - Stahlarmierung: 112 t
  - Betonvolumen: 630 m³
- Turmschaft
  - Durchmesser am Turmfuß: 20,9 m
  - Durchmesser am höchsten Punkt: 3,9 m
  - Wandstärke: 0,65 m
  - Stahlarmierung: 335 t
  - Betonvolumen: 1930 m³
  - Schafthöhe: 132,3 m
- Stahlantenne
  - Antennenelement: 90 t
  - Höhe: 63,1 m
- Podium
  - Zweigeschossig mit je 59,7 × 40,0 m2 Grundfläche
  - Lobby: 10,3 m Durchmesser

Der dreigeschossige Turmkorb hat einen Durchmesser von 27,89 m, sein gesamtes Volumen beträgt 8.446,43 m³. Der Turm verfügt abgesehen von den für öffentliche Besucher zugängliche Ebene über drei tiefer liegende Betriebsgeschosse (30,5 bis 42,7 m) mit je 27,56 Durchmesser. Das Volumen beträgt 12.690,49 m³